# Furness Vale
Furness Vale är en ort i Storbritannien.   Den ligger i grevskapet Derbyshire och riksdelen England, i den centrala delen av landet, 240 km nordväst om huvudstaden London. Furness Vale ligger 183 meter över havet och antalet invånare är 1 500.
Terrängen runt Furness Vale är huvudsakligen kuperad, men åt nordväst är den platt. Runt Furness Vale är det ganska tätbefolkat, med 166 invånare per kvadratkilometer. Närmaste större samhälle är Stockport, 12,9 km nordväst om Furness Vale. I omgivningarna runt Furness Vale växer i huvudsak blandskog.